# Sechs Kinderstücke für das Pianoforte

Titelseite der Erstausgabe von 1847

Die Sechs Kinderstücke für das Pianoforte op. 72 (MWV U 171, U 170, U 164, U 169, U 166, U 168) sind fast die einzigen Zeugnisse speziell für Kinder komponierter Musik von Felix Mendelssohn Bartholdy. Die den Liedern ohne Worte nahe stehenden Klavierstücke aus dem Jahre 1842 hat der Komponist 1846 für eine Veröffentlichung mit der letzten von ihm selbst vergebenen Werknummer 72 vorbereitet. Die Kinderstücke sind jedoch erst nach Mendelssohns Tod im Dezember 1847 erschienen.
Mendelssohn erweist sich mit den Kinderstücken als bedeutender Komponist auch für Kinder. Sein Herangehen an Musik für Kinder unterscheidet sich jedoch von dem vieler zeitgenössischer und nachfolgender Komponisten, insbesondere auch von Robert Schumann.

## Entstehung der Kinderstücke
Während seines siebenten Aufenthaltes im Vereinigten Königreich von Großbritannien und Irland von Ende Mai bis Mitte Juli 1842 wohnte Felix Mendelssohn Bartholdy gemeinsam mit seiner Frau Cécil bei deren Tante Henriette Benecke in London. Zur Familie Benecke gehörten zu der Zeit sieben Kinder im Alter von unter einem bis 14 Jahren.
Der ungenannte Autor eines Artikels zum 100. Geburtstag des Komponisten in The Musical Times beruft sich in seinem Bericht auf ein Mitglied der Familie Benecke:

„Er [Mendelssohn] fühlte sich zu den Kindern hingezogen, nichts machte ihm mehr Freude als mit Beneckes Jungen und Mädchen zu toben – die, noch als Erwachsene, die schönsten Erinnerungen an diese glückliche Zeit ihrer Kindheit hatten. … Für die Benecke-Kinder hat er die ‚Kinderstücke‘ op. 72 komponiert. Obwohl sie in England als ‚Weihnachts-Stücke‘ bekannt sind, wurden sie während der Sommertage 1842 in die Alben der Kinder in Denmark Hill [einem Londoner Stadtteil] geschrieben. …“

Im Zusammenhang mit den Sechs Kinderstücken sind noch zwei weitere Stücke entstanden, die Mendelssohn jedoch nicht in op. 72 aufgenommen hat (MWV U 165, U 167). Diese „Zwei weiteren Kinderstücke“ wurden erstmals in den Jahren 1969 bzw. 2009 veröffentlicht. Ein am Abschiedstag (11. Juli 1842) geschriebenes Klavierstück, der „Bärentanz“, dessen Titel auf die bei den Kindern und bei Mendelssohn beliebten Stachelbeeren im Garten der Beneckes scherzhaft anspielt, ist im Druck bisher noch nicht erschienen (MWV U 174).

## Klaviermusik für Kinder in der Mitte des 19. Jahrhunderts
In dem von der Aufklärung geprägten 18. Jahrhundert entwickelte sich auch ein neues Verständnis für das Kind. Kindheit wurde nicht mehr als Summe von Defiziten verstanden, die bis zum Erwachsenenalter zu beheben sind, sondern als kostbarer, unverzichtbarer und selbstständiger Teil des Lebens. „Die Natur will, dass Kinder Kinder sind, ehe sie Männer werden. Kehren wir diese Ordnung um, so erhalten wir frühreife Früchte, die weder reif noch schmackhaft sind und bald verfaulen: wir haben junge Gelehrte und alte Kinder. Die Kindheit hat ihre eigene Art zu sehen, zu denken und zu fühlen, und nichts ist unvernünftiger, als ihr unsere Art unterschieben zu wollen.“ (Rousseau)
Christian Felix Weiße (der als Begründer der deutschen Kinderliteratur gilt), Johann Adam Hiller (der als „Kinderliedvater“ angesehen wird) und viele andere bemühten sich ganz in diesem Sinne um eine der Kindheit angemessene Literatur und Musik. Erstmals erschienen in diesem „pädagogischen“ Jahrhundert auch mehrere speziell für den Musik- und Instrumentalunterricht entwickelte Werke.
Die Hinwendung zum Kind setzt sich im 19. Jahrhundert verstärkt fort. Bis zum Jahr 1847 weist Eicker z. B. 50 Sammlungen von Klavierstücken nach, die an Kinder adressiert sind oder mit dem Thema Kindheit in Verbindung stehen. Bis zum Ende des Jahrhunderts wächst die Zahl gewissermaßen exponentiell auf 743. Viele dieser Werke sind heute vergessen. Für den Zeitraum von 1802 bis 1847 ist die Veröffentlichung von 29 deutschsprachigen Klavierschulen belegt.
Die herausragende Bedeutung des Klaviers und der für Kinder geschriebenen Klavierliteratur hängt zweifellos mit dem Erstarken des Bürgertums zusammen. Klavierspielende Kinder waren ein besonders sinnfälliger Nachweis von Vermögen und Bildung.
Robert Schumanns Klaviermusik für Kinder galt und gilt z. T. auch heute als Maßstab (oft als alleiniger Maßstab) für an Kinder gerichtete Klaviermusik. Schumann schreibt über seine Arbeit am Album für die Jugend: „Es war mir, als fing ich noch einmal von vorn an zu componiren.“ Wie bei vielen anderen Komponisten unterscheiden sich seine Stücke für Kinder deutlich von den anderen Klavierkompositionen. Felix Mendelssohn Bartholdy geht einen dezidiert anderen Weg.

## Mendelssohns Personalstil und die Kinderstücke
In den Kinderstücken knüpft der Komponist insbesondere an die in seinen Liedern ohne Worte entwickelte Kompositionsweise an.
In den Liedern ohne Worte sind jeweils sechs Klavierstücke zusammengefasst – so auch in op. 72. Die Kinderstücke können den von Christa Jost beschriebenen Satztypen der Lieder ohne Worte zugeordnet werden. Das erste und das dritte Stück der Kinderlieder können in Zusammenhang mit den sogenannten „Chorliedern“ gesehen werden – kurze, akkordische Klaviersätze, in denen auf chorisches Singen angespielt wird. Das zweite Kinderstück gehört zur Gruppe der „Eingangsstücke“, den jeweils ersten Stücken in den Heften der Lieder ohne Wort. Diese Stücke galten als Inbegriff der mit den Liedern ohne Worte in Verbindung gebrachten Innigkeit des Ausdrucks und stehen in ruhigem Tempo. Im Klaviersatz dominiert die von Begleitfiguren umspielte Melodie. Das vierte Kinderstück hat eine Beziehung zu Liedern ohne Worte, deren besonderes Kennzeichen die „nachschlagende Begleitung“ in der Mittellage ist. Die Begleitstimmen folgen der Melodie oft im Abstand einer Sechzehntel, Tempo und Tonfall dieser Lieder ohne Worte können sehr verschieden sein. Das fünfte Stück kann wie die Nummern 1 und 3 wegen der akkordischen Begleitung in einem Bezug zu den „Chorliedern“, wegen des sehr schnellen Tempos aber auch in Bezug zu den sogenannten „Agitato-Stücken“ gesehen werden. Das sechste Kinderstück gehört zweifellos in diese Gruppe virtuoser Klaviermusik. Nicht vertreten ist eine Gruppe von Stücken, die Mendelssohn in den Liedern ohne Worte in der Regel mit Überschriften versehen hat. Insbesondere ist ein den Venetianischen Gondelliedern vergleichbares Klavierstück in op. 72 nicht enthalten. Fehlende Überschriften sind ein unübersehbarer Unterschied zu Robert Schumanns Album für die Jugend. Schumann war bemüht, seine Aussageabsicht neben den Titeln auch durch illustrierende Zeichnungen zu verdeutlichen.
Die Anordnung der Kinderstücke op. 72 kann in Beziehung gesetzt werden zu der von Mendelssohn ab Heft 4 (op. 53) oft bevorzugten Zweiergliederung der Klavierstücke – z. B. langsam-schnell bzw. gerade-ungerade. Im Unterschied zu op. 53, 62 und 67 beginnen die Kinderstücke aber nicht im Andante, sondern Allegro. Man könnte interpretieren: Die Erwachsenen versichern sich in den ersten Stücken der Lieder ohne Worte ihrer Ruhe und Ausgeglichenheit, die Kinder versichern sich im ersten Kinderstück ihres Ungestüms. Durch den Vivace-Ausklang von op. 72 kann ein solcher Eindruck noch verstärkt werden.
Ähnlich wie die Lieder ohne Worte ab op. 53 sind auch die Kinderstücke durch einen Tonartenplan verbunden, in dessen Zentrum das als Grundtonart nicht erklingende c-Moll steht.
In den Kinderstücken finden sich auch deutliche Belege für Mendelssohns Kompositionsweise außerhalb der Lieder ohne Worte bzw. außerhalb der Klaviermusik. Dazu gehört insbesondere der Verzicht auf kontrastierende Themen, stattdessen die Herstellung melodischer, rhythmischer oder metrischer Gemeinsamkeiten zwischen den Gliedern. Die verschiedenen melodischen Abschnitte, aber auch die Begleitstimmen werden durch Kombination, Variation, Reihung, Fortspinnen oder Differenzierung miteinander verflochten. So entsteht trotz steten Wandels oft der Eindruck, Bekanntes zu hören, „Zuhause“ zu sein. In vielen Kompositionen Mendelssohns tritt die Melodie besonders hervor. Die Ausprägung eines Liedmelos – auch in Instrumentalwerken – verstärkt eine ohnehin vorhandene Tendenz zur Repetition.

## Die Kinderstücke op. 72
Grundlegende Angaben zu den sechs Kinderstücken sind in der folgenden Übersicht enthalten:
| Nr. 1, G-Dur  |
| Nr. 2, Es-Dur |
| Nr. 3, G-Dur  |
| Nr. 4, D-Dur  |
| Nr. 5, g-Moll |
| Nr. 6, F-Dur  |

Mendelssohn verbindet die sechs Kinderstücke motivisch miteinander. Das kompositorische Prinzip der Herstellung melodischer, rhythmischer oder metrischer Gemeinsamkeiten wird auf diese Weise über die Grenze der einzelnen Komposition hinausgetragen.

### Das erste Kinderstück
Das erste Kinderstück umfasst 44 Takte. Zwei Achttaktgruppen eröffnen das Stück und stellen zwei, das weitere Geschehen auch in den folgenden Stücken bestimmende, Motive vor.
Das erste Motiv – in etwas tieferer Lage wäre es leicht sangbar – geht von einem am Dreiklang orientierten aufwärts gerichteten Melodieverlauf aus. Der Auftakt und der punktierte Rhythmus auf der ersten Zählzeit bestimmen fast den gesamten Verlauf des Stückes. Die Melodie füllt mit relativ kleinen Tonsprüngen und Tonschritten in Gegenrichtung den Oktavraum fast vollständig aus – bis auf a′, das erst im Takt 4 mit dem Dominantschluss erreicht wird.
| Takte 1 bis 4, a1 |

In den folgenden vier Takten wird der abwärts gerichtete Melodieteil von a1 verändert wiederholt und in den Tonikaschluss geführt.
| Takte 4 bis 8, a2 |

Diese Melodie beinhaltet eine abwärts gerichtete Sechstonreihe von h′ bis d′. Deren Umkehrung ist die Grundlage des zweiten Motivs, mit dem die folgende Achttaktgruppe beginnt. Rhythmisch übernimmt dieses Motiv den Auftakt und den punktierten Rhythmus von Takt 1, setzt dann aber verändert fort.
| Takte 8 bis 12, b1 |

Der folgende, aus 12 Takten bestehende Abschnitt, beginnt mit einer aus den bisherigen Motiven abgeleiteten Melodie, die variiert wird und am Ende eine Schlusswirkung erzielt.
| Takte 16 bis 20, c1 |

Bevor aber eine durch rechte und linke Hand geführte abwärts gerichtete Bewegung in den Takten 27 und 28 einen Abschluss erreicht, setzt fast reprisenhaft im Takt 28 der letzte, aus 16 Takten bestehende Abschnitt mit einer annähernd wörtlichen Wiederholung der ersten acht Takte des Stückes ein. Die Bewegung von a2 wird in einer weiteren Viertaktgruppe a3 (Takte 36 bis 40) von der linken Hand aufgegriffen und in das Nachspiel (Takte 41 bis 44) geführt. Hier dominiert die schon aus den Takten 27 und 28 bekannte Skala – jetzt aber aufwärts. Mit leisen Akkorden verklingt das Stück.
Die Form könnte in einer Übersicht so dargestellt werden:
| Teil            | A1     | B      | C                  | A2                 |
| Takte           | 8      | 8      | 12                 | 16                 |
| Viertaktgruppen | a1, a2 | b1, b2 | c1, c2, c3         | a1, a2, a3, c4     |
| Bemerkungen     |        |        | c3 als Nachspiel 1 | c4 als Nachspiel 2 |

### Das zweite Kinderstück
Das zweite Kinderstück ist das einzige mit einem jeweils 4 Takte umfassenden Vor- und Nachspiel. Die Tonfolge am Beginn der ersten Viertaktgruppe stimmt vollständig mit dem Eingangsmotiv des ersten Kinderstücks (ohne Auftakt) überein.
| Takte 4 bis 8, a |

Die folgende Gruppe beginnt wie a, greift aber weiter aus. So ist der Weg zurück zum Tonikagrundton weiter. Wie eine Spiegelung des melodisch weiteren Weges erscheint, dass auch die Form gegenüber a um zwei Takte gedehnt ist.
| Takte 8 bis 14, b |

In den Abschnitten a und b erklingen die harmonischen Hauptfunktionen sowie die Parallelen von Tonika und Subdominante, a endet in der Dominante, b in der Tonika. In der Regel erfolgt, dem ruhigen Melodieverlauf angepasst, der harmonische Wechsel auf jedem Viertel. Die im Vergleich zum Anfang ausgreifende Melodie im Takt 9 wird harmonisch durch die Doppeldominante markiert.
Die dritte Gruppe erweitert die aufwärts gerichtete Tonreihe des Anfangs um f1 und um das zwischen as1 und b1 geschobene a1. Diese Chromatik findet sich wieder am Beginn des vierten Kinderstücks. Die Dehnung der Anfangstöne bewirkt auch eine formale Weitung. Der Höhepunkt im Melodieverlauf liegt jetzt am Ende des Taktes 15, eigentlich erst am Beginn des Taktes 16. Auch der harmonische Verlauf ist geweitet, ein vorübergehender Wechsel nach B-Dur und die Doppeldominanten weisen darauf hin.
| Takte 14 bis 18, c |

Im folgenden Teil werden die abwärts gerichteten Quarten aus dem Teil b melodisch aufgegriffen.
| Takte 18 bis 22, d |

Der Beginn von Abschnitt e erscheint neu und doch vertraut. Schon in c begann der Aufschwung mit f1, eine Tonwiederholung in ähnlichem Zusammenhang war schon im Takt 6 zu hören, und im Takt 23 ist der rhythmische Ablauf den Takten 5 und 9 ähnlich. Trotzdem, zwei aufwärts gerichtete Quarten und eine dritte abwärts aktivieren.
| Takte 22 bis 26, e |

In den Takten 6 bis 8 und 20 bis 22 war ein gewisses Innehalten erkennbar. In den folgenden Abschnitten werden diese Figuren aufgegriffen, durch Variation aber gesteigert (u. a. werden vier zusätzliche Takte eingefügt), so dass sie, statt zu beruhigen, zu einem Höhepunkt führen – harmonisch durch verminderten Septimenakkord und übermäßigen Quintsextakkord im Takt 32 herausgehoben. An dieser Stelle folgt, einmalig in den Kinderstücken, ein Instrumentalrezitativ, das in das Nachspiel übergeht.
| Takte 34 bis 38, Rezitativ |

Das zweite Kinderstück besticht von allem durch beziehungsreiche „Verflechtung“, in die auch die formalen und harmonischen Verläufe einbezogen sind. Mendelssohn erschafft eine wunderbar „poetische“ Klangwelt, die dem Hörer sofort vertraut erscheint. Die Form des zweiten Kinderstücks kann wie folgt dargestellt werden:
|               | Vorspiel | A    | B     | C       | Rezitativ | Nachspiel |
| Takte von-bis | 1-4      | 4-14 | 14-22 | 22-34   | 34-38     | 38-42     |
| Teile         |          | a, b | c, d  | e, f, g |           |           |
| Takte (Summe) | 4        | 4, 6 | 4, 4  | 4, 4, 4 | 4         | 4         |

### Das dritte Kinderstück
Das dritte Kinderstück ist mit 36 Takten das kürzeste und einfach gebaut.
| Teil            | A1     | B      | A2     | C          |
| Takte           | 8      | 8      | 8      | 8+4        |
| Viertaktgruppen | a1, a2 | b1, b2 | a1, a3 | c1, c2, c3 |

Im ersten Motiv des Stückes sind Bezüge zum Anfangsmotiv von Kinderstück 1 deutlich erkennbar. Das bezieht sich sowohl auf die Dreiklangsstruktur als auch auf die abwärts geführte Melodie im zweiten Teil.
| Takte 1 bis 4, a1 |

Das zweite Motiv erweist sich als Ableitung aus a1. Die Sechzehntel des ersten Taktes sind um einen Grundschlag nach vorn gerückt und mit den im Takt 2 (a1) beginnenden abwärts führenden Tonschritten verbunden.
| Takte 8 bis 12, b1 |

Das dritte Motiv, von der Tonwiederholung geprägt, hat offensichtlich einen Bezug zu ostinatohaft wirkenden Tonwiederholungen im Kinderstück 1 (g1 – Unterstimme der rechten Hand in den Takten 1 bis 3), aber auch im Kinderstück 3 (z. B. d1 – Unterstimme der rechten Hand in den Takten 9 bis 11). Der Abschnitt verweist deutlich auf Mendelssohns Kompositionstechnik, in der auch Begleitfiguren thematische Bedeutung erhalten können.
| Takte 24 bis 28, c1 |

### Das vierte Kinderstück
Das vierte Kinderstück umfasst 44 Takte. Das erste Motiv, hergeleitet aus dem ersten Motiv des ersten Kinderstücks, greift die dort am Anfang dominierende Dreiklangsstruktur auf, allerdings nicht in der Melodie. Erster und zweiter Dreiklangston erklingen in der Begleitung. Der Aufgang zur Quinte ist hier zusätzlich durch Chromatik gefärbt.
| Takte 1 bis 5, a1 |

Das zweite Motiv ist aus den Takten 2 und 3 des Motivs a1 abgeleitet:
| Takte 17 bis 21, b1 |

Das Stück beginnt volltaktig mit der motivisch bedeutsamen Begleitfigur. Das auftaktige Motiv setzt jedoch erst am Ende des ersten Taktes ein, so dass die Begleitfigur fast wie ein Vorspiel wirkt (vgl. Klang- und Notenbeispiel oben – Nr. 4 Beginn). Dieses Zusammentreffen wiederholt sich ähnlich am Beginn jeder Viertaktgruppe. Motiv und Form stehen in Wechselbeziehung, am Ende ergänzen sich das unvollständige Vorspiel und das verkürzt wirkende Nachspiel zu einer Viertaktgruppe. Die Form könnte wie folgt dargestellt werden (gleiche Bezeichnungen bedeuten nicht zwingend Identität):
| Teil            | A1     | A2     | B1     | A3     | B2     | Nachspiel |
| Takte           | 8      | 8      | 8      | 8      | 8      | 4         |
| Viertaktgruppen | a1, a2 | a1, a3 | b1, b2 | a1, a3 | b3, a4 | c         |

### Das fünfte Kinderstück
Das fünfte Kinderstück ist mit 65 Takten relativ umfangreich und hat eine reich gegliederte Form. Das Stück kann in drei größere Teile gegliedert werden (gleiche Bezeichnungen bedeuten nicht zwingend Identität).
| Teil I   | a1, 4 Takte | a2, 4 Takte | b1, 4 Takte | b2, 4 Takte | b3, 5 Takte |
| Teil II  | a1, 4 Takte | a2, 4 Takte | b4, 4 Takte | b5, 4 Takte | b6, 7 Takte |
| Teil III | a1, 4 Takte | a2, 4 Takte | a3, 4 Takte | a4, 4 Takte | a5, 5 Takte |

Der Anfang des Motivs a1 hat Bezüge zum Rhythmus in den Takten 1/2, 9/10 und 17 f. sowie zur aufwärts gerichteten Fünftonreihe in Takt 9 von Kinderstück 1.
| Takte 1 bis 4, a1 |

Während a1 in der Durdominante endet, findet die fast wörtliche Wiederholung in a2 zur Molltonika zurück.

Das Motiv b1 ist durch die stete Achtelbewegung und durch einen Motivkern aus zwei Tonschritten mit anschließender Terz in Gegenrichtung gekennzeichnet. Melodische oder rhythmische Bezüge bestehen z. B. zum Anfang des dritten Kinderstücks oder zu Achtelläufen im ersten Kinderstück.
| Takte 8 bis 12, b1 |

Das zum Fortspinnen und Verändern besonders geeignete Motiv erfährt im weiteren Verlauf vielfältige Wandlungen.
Im Teil III treten zu a weitere Stimmen hinzu bzw. werden Teile des Motivs verselbstständigt, variiert und in einen als Nachspiel wirkenden Schluss geführt.

### Das sechste Kinderstück
Das sechste Kinderstück hat in op. 72 eine besondere Stellung – wegen des sehr schnellen Tempos, wegen des Umfangs, der pianistischen Ansprüche und auch wegen der differenziert entwickelten Form, die hier nicht detailliert dargestellt werden kann. Das Anfangsmotiv steht im 3/8-Takt.
| Takte 1 bis 6 |

In den abwärts gerichteten Dreiklängen ist die am Dreiklang orientierte Struktur des Anfangsmotivs aus dem ersten Kinderstück wiederzufinden. In den stufenweise aufwärts geführten Anfangstönen der Dreiklangsfiguren und im Sprung in den Tonikagrundton begegnen dem Hörer die Melodietöne von Takt 1 des ersten Kinderstücks (ohne Auftakt). Die vom oberen Grundton in Schritten abwärts geführte Melodie entspricht dem Melodieverlauf im Takt 1 und 2 des ersten Kinderstücks.
Im Takt 17 erscheint erstmals eine Figur, die rhythmisch eine Beziehung zu den abwärts gerichteten Dreiklängen des Anfangs hat.
| Takte 14 bis 18 |

Tatsächlich erklingt sie im weiteren Verlauf auch mit Dreiklangstönen. Entscheidend ist jedoch, dass mit dieser Figur eine Zweiteilung des Dreiertaktes vorgenommen wird, was im weiteren Verlauf zu einer außerordentlichen Belebung führt. Ab Takt 67 wird dieser „Zweiteiler“ auch versetzt, d. h., er überschreitet die Taktgrenze.
In dem Stück ist Verständlichkeit vor allem durch die ausgefeilten motivischen Bezüge gesichert. Die mit „Verflechtung“ bezeichnete Kompositionsweise Mendelssohns führt zu einer sehr variablen Formentwicklung.

## Besonderheiten der Komposition für Kinder
Mendelssohns Kinderstücke zeugen davon, dass er seine kompositorischen Prinzipien auch in der Musik für Kinder beibehielt. Er fing – wenn er für Kinder schrieb – mit dem Komponieren nicht von vorne an. Vielleicht zeigt sich sein Stil in den Kinderstücken sogar besonders klar und verdichtet. An Kinder angepasst sind vor allem die pianistischen Ansprüche der Stücke. Gemeint sind trotzdem offensichtlich solche Kinder, die schon Fortschritte am Instrument gemacht haben.
Am Beispiel eines Vergleichs des vierten und des sechsten Kinderstücks (nachschlagende Begleitung bzw. Agitato-Stück) mit zum selben Typ gehörenden Liedern ohne Worte kann verdeutlicht werden: Die Kinderstücke haben im Vergleich zu den Liedern ohne Worte tendenziell weniger Vorzeichen, stehen ausschließlich in häufig genutzten Taktarten und sind tendenziell kürzer.
| nachschlagende Begleitung    | Vorzeichen | Taktart  | Takte    |
| Kinderstück op. 72 Nr. 4     | 2 (D-Dur)  | 6/8-Takt | 44 Takte |
| Lied ohne Worte op. 38 Nr. 2 | 3 (c-Moll) | 2/4      | 28       |
| Lied ohne Worte op. 53 Nr. 6 | 3 (A-Dur)  | 6/8      | 126      |
| Lied ohne Worte op. 67 Nr. 3 | 2 (B-Dur)  | 2/4      | 49       |

| Agitato-Stück                 | Vorzeichen   | Taktart | Takte |
| Kinderstück op. 72 Nr. 6      | 1 (F-Dur)    | 3/8     | 97    |
| Lied ohne Worte op. 19b Nr. 5 | 3 (fis-Moll) | 6/4     | 119   |
| Lied ohne Worte op. 30 Nr. 4  | 2 (h-Moll)   | 3/8     | 178   |
| Lied ohne Worte op. 38 Nr. 5  | - (a-Moll)   | 12/8    | 54    |

In allen Kinderstücken wird die Spanne einer Oktave für die rechte und linke Hand vorausgesetzt (z. B. Nr. 1 Takte 4 und 8, Nr. 2 Takte 2 und 34, Nr. 3 Takte 8 und 12, Nr. 4 Takt 3, Nr. 5 Takte 2 und 3, Nr. 6 Takte 5 und 11). Auch das macht deutlich, dass die Stücke nicht für kleine Kinder vorgesehen sind. Bewusst ausgenommen sind aber offenbar über die Oktave hinausgehende Intervalle, wie sie in einigen Liedern ohne Worte vorkommen (z. B. op. 19b Nr. 4 Takt 2 – rechts a′ und h″, 19b Nr. 1 Takt 6 – links D und f, op. 30 Nr. 1 Takt 2 – rechts h′ und g, op. 38 Nr. 2 Takt 12 – links E und g). Auch manche erwachsene Klavierspieler werden an diesen Stellen ein „Kompromisslegato“ spielen. Diese im Unterricht zu erlernende Spielweise könnte bei kleinen Händen auch für Oktavstellen in den Kinderstücken angewendet werden.
Im Unterschied zu den Kinderstücken enthalten die Lieder ohne Worte weiter ausgreifende und technisch anspruchsvollere Passagen oder verlangen z. B. die selbstständige Führung unterschiedlicher Stimmen in einer Hand.
Ein Vergleich der „Eingangsstücke“ aus den Kinderstücken (op. 72 Nr. 2) und aus dem Heft 6 der Lieder ohne Wort (op. 67 Nr. 1) zeigt z. B.: Im Lied ohne Worte treten der Wechsel der Begleitfiguren zwischen den Händen (Takte 1 und 5), gleichzeitiges Spielen von Melodie und Begleitung in einer Hand (Takt 5) sowie das auch an anderen Stellen erklingende ostinate h′ (Takt 29) neben Begleitfiguren und Melodie als technische und musikalische Anforderungen besonders hervor.
|  |

|  |

|  |

## Rezeption der Kinderstücke
Für Kinder geschriebene Musik wird im Gesamtschaffen eines Komponisten oft weniger beachtet. Bei Mendelssohn kommt hinzu, dass er nur wenige Stücke für Kinder geschrieben hat. Aus Briefen ist bekannt, dass der Komponist neben den „Zwei weiteren Kinderstücken“ und dem „Bärentanz“ auch Kindersinfonien geschrieben hat. Diese Stücke wurden zu den Weihnachtsfesten 1827, 1828 und wahrscheinlich 1829 in der Familie aufgeführt. Die Standorte der Autographe sind jedoch nicht bekannt bzw. die Autographe sind verloren.
Die geringe Anzahl der ausdrücklich für Kinder vorgesehenen Stücke und die besondere Ausstrahlung von Schumanns Albums für die Jugend sind wahrscheinlich die wesentlichen Gründe dafür, dass Mendelssohns Kinderstücke oft wenig oder nicht beachtet werden. Das betrifft z. B. Hans Christoph Worbs: Mendelssohn Bartholdy (1974), Karl-Heinz Köhler: Mendelssohn (1995) oder Arnd Richter: Mendelssohn Leben, Werke, Dokumente (2000).
Teilweise werden Vergleiche mit Schumann angestellt. Wird dabei Schumanns anders angelegte Musik für Kinder als Muster für Kindermusik überhaupt genommen, kann der Vergleich ungünstig ausfallen:

„Einige Kompositionen Mendelssohns wurden, wenn sie auch charakteristisch sind, viel durch den Namen des Schöpfers vor Vergessenheit gerettet. Man sollte das letzte von Mendelssohn selbst veröffentlichte Werk, die „Kinderstücke“ Werk 72, aber mehr beachten, als das gemeinhin geschieht. Zwar sind das keine Schumannschen „Kinderszenen“ und auch keine der übrigen Schumannschen Stücke für Kinder und für Große, und es liegt hier nicht deren wunderbare Poesie und packende Kraft vor. Aber unter Berücksichtigung des dämpfenden Geistes Mendelssohns behalten auch diese Sachen ihren Wert.“

Wird beachtet, dass Mendelssohn – vor dem Hintergrund eines auch musikpädagogisch außerordentlich umfangreichen Lebenswerkes – einen eigenen Weg der Komposition für Kinder gefunden hat, so können auch die Kinderstücke in einem anderen Licht erscheinen.